# 셸렌베르크 전투
셸렌베르크 전투 혹은 도나우뵈르트 전투(독일어: Schlacht am Schellenberg, Battle of Donauwörth)로 알려진 이 전투는 1704년 7월 2일 스페인 왕위 계승 전쟁기간 중 일어난 전투 중 하나이다. 다뉴브강에 있는 셸렌베르크의 고지대에서의 강습은 합스부르크 오스트리아의 수도인 빈에 대한 루이 14세의 군사적 위협을 제거하기 위한 말버러 공작 1세 존 처칠(Duke of Marlborough)의 작전 중 일부였다.
말버러 공(公)은 쾰른(Cologne)근처에 있는 베드부르크(Bedburg)로 5월 19일 진군을 시작했다. 5주 동안 말버러 공은 다뉴브강에 도착하여 바이에른 선제후의 군대와 개전하기 위해 그들을 불러낼 방법을 찾고 있었다. 그러나 프랑코니아(Franconia)와 중부 독일에 설치된 동맹군의 보급선은 너무 북쪽에 위치해 있어 다뉴브강을 건넜을 때 안정적이지 못했다. 그래서 강을 건널때 다리의 안전을 확보할 수 있을뿐만 아니라 새로운 보급 거점을 준비할 필요가 있었다. 이런 목표들을 성취하기 위해 동맹군 장군들은 성벽도시인 도나우뵈르트를 선택했고, 셸렌베르크 고지대에 있는 요새들을 간과해 버렸다.
한편 프랑스, 바이에른 장군들은 동맹군의 목표를 알고 있었고, 그들은 다르코 백작(Count d’Arco) 휘하의 12,000명의 군대로 이 지역을 유지하고 강화하기 위해 급파했다. 말버러 공작의 동료인 바덴의 루트비히(Louis of Baden)는 시간을 들여 공격하는 공성전을 좋아했다. 그러나 탈라르 원수(Marshal Tallard)가 프랑스군을 지원하기 위해 도착한다는 소식과 함께 말버러 공작은 즉각적인 공격을 주장했다. 2시간 동안 동맹군은 그들의 목표를 지켜냈으나 상당한 대가를 치렀다. 소위 기습작전(Coup de main)으로 동맹군은 5천의 사상자를 기록했다. 그리고 방어자들은 8천명의 사상자를 냈다. 그럼에도 불구하고 보급기지와 강의 도하는 확실하게 안전해졌다. 얼마 안 있어 사보이 공작 외젠(Prince Eugene of Savoy)의 지원을 받게 된 말버러 공작은 이제 그가 원하는 전투를 할 수 있게 되었다.

## 배경
더 보기: '배경' , 블레넘 전투
셸렌베르크의 전투는 프랑스-바이에른 연합군이 합스부르크 오스트리아의 수도 빈을 위협하는 것을 방지하기 위한 대동맹이 벌인 1704년의 전역(Campaign) 중 하나이다. 이 전역은 12월 20일 트라바체(Trabach)의 함락으로 정점에 달했다. 그러나 주된 사건은 그보다 먼저인 8월 13일에 일어났는데, 말버러 공작과 사보이 공작 외젠이 프랑스-바이에른 연합군의 사령관 탈라르 원수를 격파한 블레넘 전투가 그것이다.
전역은 말버러 공작이 스페인령 네덜란드에 있는 베드부르크에서 다뉴브강에 있는 바이에른 선제후와 마르생 원수(Marshal Marsin's)를 향해 250마일(400km)을 행군한 5월 19일초에 시작되었다. 동맹군은 우선 프랑스 사령관 빌레루아(Villeroi)와 탈라르로 하여금 자신들의 목표가 알자스(Alsace)나 모젤강(Moselle)인 것처럼 생각하도록 속였다. 그러나 바이에른의 선제후는 6월 5일 말버러가 스페인령 네덜란드로부터 진군해온다는 것을 알고, 확실히 말버러 공작 휘하의 동맹군의 진짜 목적이 자신의 바이에른 영토라는 것을 확인하고 공포에 빠졌다. 6월 22일 말버러 공의 군대는 라운스하임(Launsheim)에서 바덴 변경백 루트비히의 군대와 합류했다. 이들의 합류로 이제 연합군의 병력은 8만에 달했다.

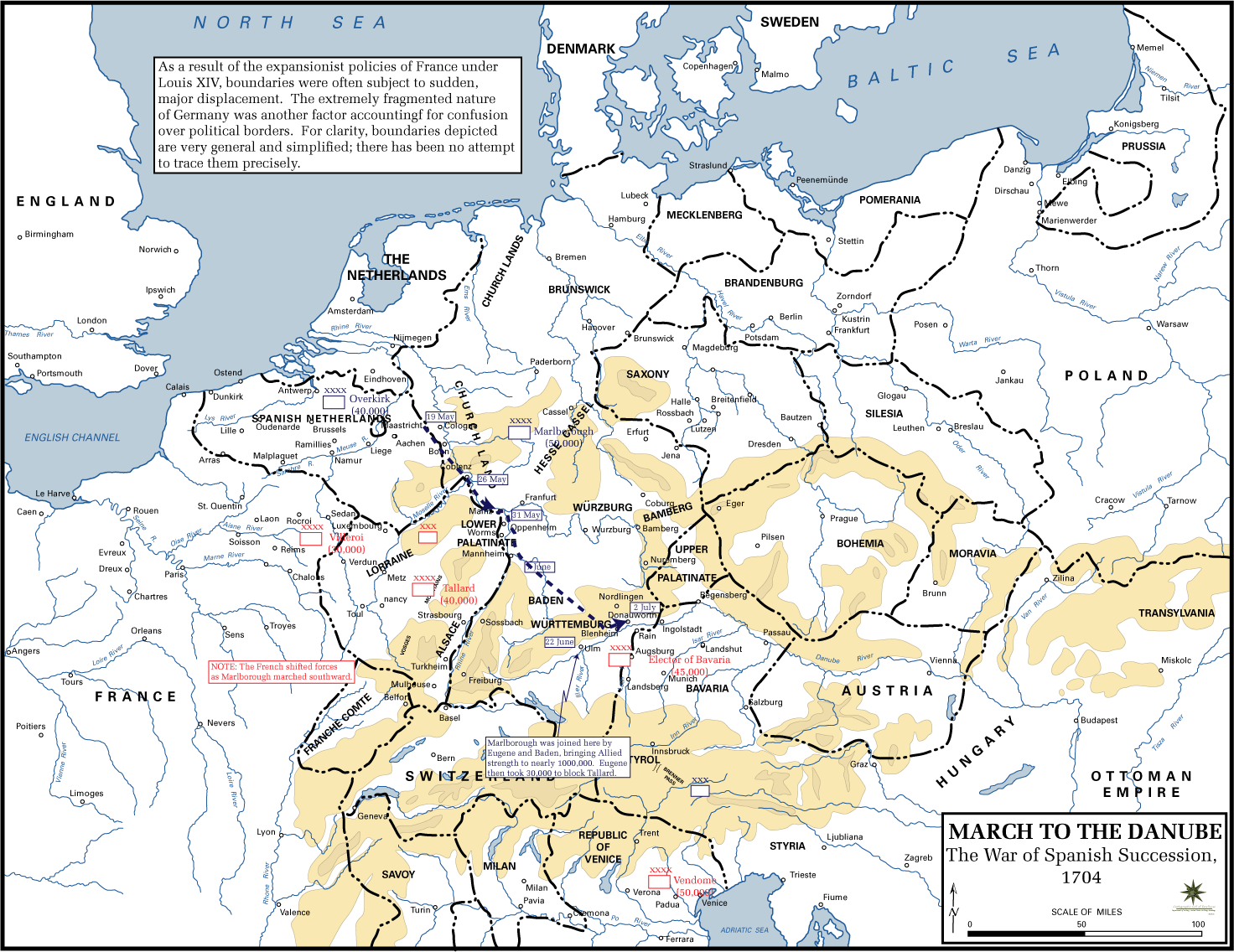
베드부르크(쾰른근처)에서 행군하여 다뉴브에 도달한 말버러 공작. 통찰력과 뛰어난 계획에 의해 아주 작은 손실만을 길가에 남긴 채 단 5주 만에 250마일(400km)을 행군하는 데 성공했다.

신성로마제국 황제 레오폴트 1세(Leopold I)는 바이에른 선제후를 전쟁 전 루이 14세에 대항하는 동맹을 구성할때부터 황제 측으로 끌어들일려고 노력했다. 그러나 바이에른 선제후가 보여준 표리부동한 모습에 말버러는 바이에른을 동맹군으로 끌어들이기 위해서는 야전에서 프랑스-바이에른 연합군을 격파한 후에 협상테이블에 앉치는 것이 최선의 방책이라고 생각하였다. 이러한 시도를 용이하게 하기 위해 동맹군은 다뉴브강(그들은 뉘른베르크(Nuremberg)보다 더 멀리 떨어져 있는 뇌르틀링겐(Nördlingen)에서 보내는 지나치게 확장된 그들의 보급선에만 의지할 수 없었다.)을 쉽게 건널 수 있는 장소 및 식량과 포탄의 보급을 원활하게 할 수 있는 보급기지가 필요했다. 이러한 상황에서 선제후와 마르생은 말버러 공작과 바덴 변경백이 도나우뵈르크나 아우크스부르크(Augsburg)를 공격할지 확신할 수 없었는데, 왜냐하면 이 두 도시는 대동맹(Grand Alliance)에 호의적이었기 때문이다. 그러나 동맹 장군들은 동북쪽의 종을 닮은 모양의 언덕을 가진 셸렌베르크를 무시하고 도나우뵈르트를 선택했다.

## 서막
빌라르(Villars) 원수는 1703년 선제후에게 그의 영지를 요새화하기 위한 방법을 조언했었다. ".....무엇보다도 도나우뵈르트 위쪽의 셸렌베르크는 스웨덴의 구스타브 아돌프 2세 대왕이 우리에게 그 중요성을 말해준 적이 있습니다." 하지만, 빌라르와의 관계가 완전히 무너진 선제후는 무너진 방어를 수복하고 강화하라는 조언을 애당초 무시했다. 그러나 도나우뵈르트가 공격당하는 것이 현실이 되자 피에몬테(Piedmontese)의 장교인 다르코 백작은 마을에 목책을 짓고, 셸렌베르크를 지켰다. 다르코는 딜링겐(Dillingen)의 캠프로부터 이곳에 온 베테랑 장교들이 지휘하는 선제후의 친위대와 선제후 연대를 포함한 바이에른의 정예병들로 이루어진 12,000명의 군대를 신뢰했다. 전체적으로 셸렌베르크를 지키는 수비병들은 16개의 바이에른 보병 대대와 7개의 프랑스 보병 대대, 6개의 프랑스 용기병 대대와 3개의 바이에른 용기병 대대, 그리고 16문의 포로 이루어져 있었다. 여기에 더해서 도나우뵈르트는 프랑스 대대와 2개의 바이에른 민병대대에 의해 지켜지고 있었다.
7월 1~2일 밤 동맹군은 도나우뵈르트에서 15마일(24km) 떨어진 아메르딩겐(Amerdingen)에서 숙영하고 있었다. 이 아메르딩겐에서 말버러 공작은 외젠 공작으로부터 탈라르 원수가 35,000명의 군대를 이끌고 슈바르트발트(Schwarzwald;검은 숲)을 지나 도나우에 있는 프랑스-바이에른 연합군을 지원하기 위해 진군하고 있다는 급보를 받았다. 이 소식은 말버러 공작에게 바덴 변경백 루트비히가 바라는 장기간의 공성전을 벌일 시간이 없다고 확신하게 했고, 바덴 변경백 루트비히의 항의에도 불구하고 상당수의 사상자를 유발할 수 있는 직접적인 강습을 주장했다. 말버러 공작은 자신의 위치에서 직접적인 강습을 계획했다.

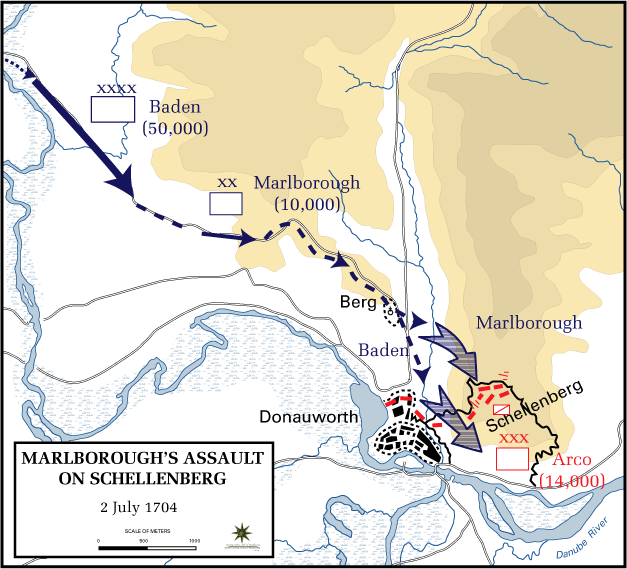
도나우뵈르트 800년 역사에서 오직 유일하게 점령에 성공한 것은 30년 전쟁의 구스타브 2세 아돌프 시대에 점령된 도시뿐이었고, 셸렌베르크는 처음으로 점령하는 것이었다.

다르코는 동맹군이 아메르딩겐의 어디쯤에 위치해 있는지 알고 있었고 그는 적어도 온전히 하루 동안 방어를 준비할 수 있는 시간이 있다고 확신했다. 그러나 7월 2일 이른 때 동맹군은 도나우뵈르트로 진군하기 위해 캠프를 철거하기 시작했다. 말버러 공작은 그의 휘하에 있는 각 대대에서 130명씩 차출해 선봉에서 돌격하는 5,850명의 보병(주로 영국과 네덜란드의 척탄병들로 구성된)을 구성하였다. 이 인원들을 선정하기 전에 말버러 공작은 8개의 대대를 지원부대로 끌어왔고 영국, 네덜란드, 하노버인, 헤센인으로 이루어진 8개의 대대를 남겨두었다. 말버러 공작은 헨리 룸리(Henry Lumley)와 그라프 레날드 반 홈페스치(Graf Reynard van Hompesch)의 35개의 영국과 네덜란드의 기병, 용기병 대대의 지원을 받는 네덜란드 장군 조안 위간드 반 굴(Johan Wigand van Goor)의 강습부대를 신뢰했다. 바덴 변경백 루트비히는 군대의 날개로 말버러군의 선봉 뒤에서 조금은 덜 위험한 위치를 맡았다.
동맹군이 진군하는 동안 셸렌베르크와 도나우뵈르트의 방어 준비는 진지하게 진행되고 있었다. 대포가 거치되고, 방어용 목책이 도시 주변에 건설되었으며, 흉벽의 효율을 높이기 위해 참호가 밖에 파였다. 그러나 6월 2일 9시경 다르코는 동맹군이 자신이 있는 위치로 진격해 오고 있다는 것을 알았고. 즉각적으로 그의 병사들에게 기술자들이 준비하는 방어 준비를 도울것을 명령했다. 프랑스 장군이며 이 시대의 연대기 작가 장 마틴 데 라 콜로니(Jean Martin de la Colonie)대령은 후에 "우리가 방어준비를 완벽히 하기에는 남겨진 시간이 너무 적었다."라고 기술했다.
비록 동맹군의 진격이 진흙탕 길로 인해 느리긴 했지만 오후 중반쯤 무렵에는 에베르모르겐(Ebermorgen)에 있는 보르니츠(Wörnitz)강을 건널 수 있었다. 말버러는 그의 병참장교 장군인 윌리엄 케도건(William Cadogan)에게 가능한 한 빨리 도나우뵈르트 근교로 갈 것을 명령했다. 그는 진영을 설치할 셸렌베르크 근교를 탐색함으로써 동맹군이 여유 있는 공성전을 할 것이라는 인상을 주었다. 다르코는 케도건의 준비를 보고 속임수에 빠져 아군에게 방어를 끝내기 위한 시간이 하루나 남아 있다고 믿은 채 아직 끝나지 않은 방어준비에 대한 감독을 소홀히한채, 도나우뵈르트의 프랑스 지휘관 두보르뎃(DuBordet) 대령과 점심식사를 하러 가버렸다. 그러나 동맹군의 종대가 의도적으로 전방으로 진군했을 때 그들은 즉각적으로 강습을 시작했고, 특히 바이에른의 주둔기지에 공격을 집중해 바이에른군은 도시의 외각 지역에서 반격 준비하는 동시에 비상을 알리는 알람소리를 냈다. 그의 오붓한 식사를 거칠게 방해받은 다르코 장군은 서둘러 셸렌베르크로 가서 병사들을 무장한 채로 소집했다.

## 전투

### 전장
셸렌베르크의 고지대는 보르니츠와 다뉴브강이 합류하는 하천가에 위치한 성곽도시 도나우뵈르트 북부 지평선의 대부분을 차지한다. 뚫고 들어갈 수 없는 보스치베르크(Boschberg)의 거친 풀숲에 의해 언덕의 측면이 방어되고, 보르니츠강과 소택지대가 있어 이 언덕의 남쪽과 서쪽 지역을 방어했다. 셸렌베르크의 고지대는 방어자에게 상당히 유리한 위치를 제공하였다. 셸렌베르크 고지대의 달걀 모양의 산봉우리는 지름이 반마일정도 되는 평평하고 개방되어 있으며, 30년 전쟁 시기의 스웨덴의 국왕 구스타브 아돌프가 지은 오래된 요새를 포함하여 70년 정도된 방어시설이 있는데, 이것은 황폐화되어 무시당하고 있었다. 도나우뵈르트의 성벽은 평범하고 세련됨이 결여되어 있었으나 루이 14세의 공병장교 보방 후작(Marquis de Vauban)이 수리를 하였다.

### 초기의 작전

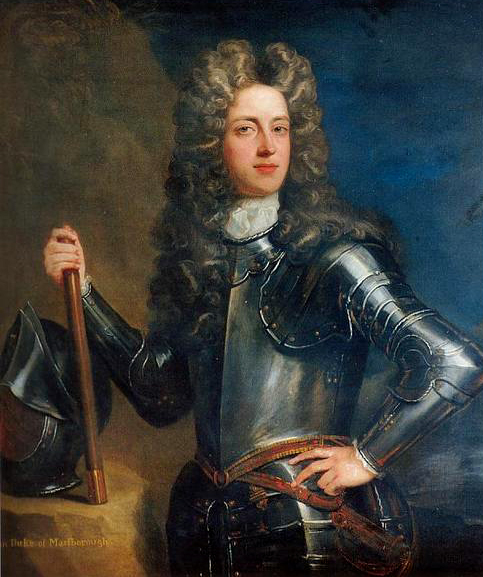
말버러 공작(1650–1722)의 초상화. 고드프리 넬러 경 작품. 바덴 변경백 루트비히가 제의한 장기간의 공성전보다는 영국 공작의 머리에서 나온 셸렌베르크 기습을 지지했다.

비록 말버러는 셸렌베르크에 대한 직접적인 공격이 비싼 대가를 치를 것임을 알고 있었지만, 그는 이것이 빠르게 도나우뵈르트를 함락할 수 유일한 방법이라고 확신했다. 여성 용기병인 크리스틴 웨일스(Christian Welsh)는 "우리의 선봉부대는 점심까지 참호에 있는 적의 시야에 들어가지 못했다. 그러나 바이에른군에게 그들의 요새를 강화할 시간을 주지 않았고 말버러 공은 네덜란드 장군 굴에게 가능한 한 빨리 공격하라고 명령했다."라고 회고했다." 공격을 위한 준비로 말버러의 포병 장교 홀크로프 블러드(Holcroft Blood)는 도시 근처에 있는 적에게 사격을 개시했다. 다르코의 포병대의 반격이 구스타브 아돌프의 요새와 보스취베르크의 밖에서 시작되었다.
다르코 장군은 이제 고지대(바이에른 군에 의해 흉벽으로 보호된)에서 대기하고 있던 콜로니의 프랑스 보병대에게 제때에 방어준비를 할 것을 명했다. 그러나 정상의 평평함 때문에 이 위치는 병사들이 동맹군의 포격에 제한된 방어를 하게 만들었다. 그의 포격을 정상에 집중한 블러드로 하여금 특기된 이 개방된 지형은 라 콜리니의 병사들의 사상자를 심각하게 증대시켰다. 델라 콜리니는 후에 회고하길 "그들은 그들의 화력을 우리에게 집중했고 그리고 그들의 최초의 사격은 데 라 바스티데(de la Bastide)를 앗아갔다...우리는 피와 뇌수로 범벅된 코트를 입고 있었다."라고 하였다." 이러한 탄막에도 불구하고, 그리고 5명의 장교와 80명의 척탄병이 사격 후에 전사했음에도 불구하고 데 라 콜로니는 이 요새에 머물고 있는 프랑스 연대 절대적인 필요성을 지켜냈다.

### 말버러의 최초 강습
동맹군 선봉의 공격은 ‘포를론 호프(forlorn hope)’가 맡았다. 모르다운 자작(Viscount Mordaunt)과 리처드 문덴(Richard Munden) 대령이 지휘하는 제1 영국 보병단에서 80명의 영국 척탄병단으로 구성된 이 군대는 적의 화력을 이끌어 내서 동맹군 장군들로 하여금 적의 어디가 강하고 어디가 약한지를 식별하게 할 수 있도록 구성되었다. 비록 모다운과 문덴은 이날 살아남았지만, 포를론 호프의 대다수가 사망하지 않은 사람이 없었다.
18시 폴를론 호프의 후방에서 주력 부대가 진군하기 시작했다. 고난에 찬 공격부대의 진격은 언덕에 접근하자 분노에 찬 돌격으로 바뀌었다. 그들이 접근할 때마다 분노에 찬 고송을 질러댔다. "그들의 움직임이 빨라질수록 그들의 고성도 같이 커지고 이는 진실로 비상을 알리는 소리와도 같았다."라고 그들의 고함과 전투 시 함성을 누그러뜨리기 위해 드럼을 치는 군악병으로 하여금 드럼을 두드리라고 명한 라 콜로니는 회상했다.
사거리에 다가갈수록 동맹군은 프랑스-바이에른의 머스킷 총(포도탄)과 방어군에 의해 아래로 던져진 수류탄으로 유발된 폭발의 쉬운 타켓이 되었다. 이 돌격을 지원하기 위해 각각의 동맹군 병사들은 장작묶음(보스취베르그의 숲에서 미리 꺾어온)을 운반하여 이걸로 흉벽 앞에 있는 수로에 다리를 놓아 재빨리 이 참호를 통과하려 하였다. 그러나 나무들은 바이에른의 방어 참호 대신에 최근의 여름비로 형성된 마른 도랑으로 잘못 던져졌다. 그럼에도 불구하고 동맹군은 바이에른군과의 과감한 백병전을 포함한 격렬한 전투에 참여하기 위해 진격을 계속했다. 선제후 친위대와 라 콜로니의 병사들이 적의 예봉을 견디어 내는 동안 "두 군대 사이를 갈라놓는 작은 흉벽은 인식할 수 있는 가장 피 튀기는 결전의 장소가 되었다." 그러나 영국 네덜란드군은 방어를 돌파하는 데 실패했고 그들의 전열로 퇴각할 수밖에 없었다. 공격을 지휘하던 굴 장군은 돌격 도중 발생한 동맹군 사상자를 집계했다.

### 말버러의 두 번째 강습
두 번째 강습 역시 그다지 성공적이지 못했다. 동맹의 연대 급, 여단 급 지휘관들은 그들의 군대를 다시금 돌격시키는 데 어려움이 있었다. 병사들로 하여금 다시 노력하게 하기 위하여 이들 지휘관들은 개인적으로 사람들을 머스킷 총과 수류탄의 탄막으로 다시금 이끌어가야 했다.
또다시 동맹군은 두 번째 돌격을 지휘한 폰 스티럼 백작(von Styrum)을 포함한 많은 사상자와 부상자들은 적진에 두고 와야 했다. 많은 낙오자를 남긴 혼란한 상황에서 공격군은 언덕에서 물러나야 했다. 동맹군을 두번 격퇴한 의기양양한 바이에른의 척탄병들은 총검을 고정하고 그들의 흉벽을 넘어 적군을 격퇴하기 위해 그들을 추격했다. 그러나 기병대 없이 룸리(Lumley)에 의해 지원받은 영국의 수비병들은 궤주를 방지하고 바이에른 인들을 그들의 수비벽으로 격퇴하였다.

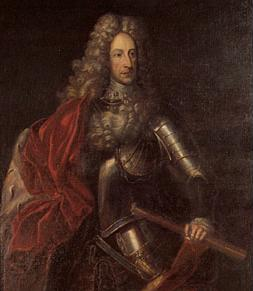
바덴바덴 마르그레브 루트비히 빌헬름 (1655–1707). 두 사람인 바덴과 말버러는 전투에서 승리를 생각할 것이다.

### 바덴의 강습
동맹군이 셸렌베르크에 대한 적의 방어를 돌파하는 데 두 번이나 실패한 이 순간 말버러공작은 마을을 지키는 언덕의 흉벽 중 지금 병사들이 성기게 배치된 곳이 있다는 것을 알게 되었다.(말버러공작의 성공적이지 못한 공격은 다르코의 병사들을 그들이 지키는 곳을 거의 방어가 되지 않은 빈 공간이고 고도로 공격받기 쉬운 곳으로 만든 체 공격 장소로 집결하게 하였다.)). 다른 동맹군의 사령관 바덴의 변경백 루트비히(그는 전장에 말버러 공작보다 30분정도 늦게 도착하였다.)는 기회를 알아차렸고, 도시의 교외로부터 그의 병사들을 빨리 불러 모아 하이바크(Haiback)를 넘어 이 위치에 공격을 가했다.
결정적으로 도나우뵈르트의 수비대 사령관은 그의 병사들과 함께 문을 닫고, 마을로 퇴각하여 이들은 오직 벽에 의지해 이곳저곳에 산개된 채 사격을 할 수밖에 없었다. 바덴의 황제군은(말버러 공작의 8개의 잔여부대의 지원을 새로이 받게 된)쉽게 이 약화된 방어를 돌파했고, 여전히 이 지역을 지키고 있던 두개의 보병 연대와 기병부대를 물리쳤다. 그리고 셸렌베르크로 정렬하여 그들 스스로를 다르코와 마을 사이에 주둔함으로써 그들을 분산시킬 수 있었다.
위험을 알아차린 다르코는 합류하지 않은 황제 군이 둑 쪽으로 진격하는 것을 막기 위해 프랑스 용기병(이들은 산기슭에 머물고 있었다.)을 부르기 위해 후방으로 서둘렀다. 그러나 바덴의 루트비히 휘하의 세 개의 보병중대는 그들을 집중된 일제사격으로 공격했고, 프랑스 기병대를 퇴각하게 했다. 이 행동의 결과로 다르코는 자신의 위치를 떠났고 언덕의 등성이에서 저항하고 있던 그의 주력부대와 연락이 끊어지게 되었다. 다르코는 마을을 향했고, 라 콜로니에 따르면 "문을 여는 데 대한 사령관의 망설임 때문에 안으로 들어가는 것이 힘들었다."

### 돌파

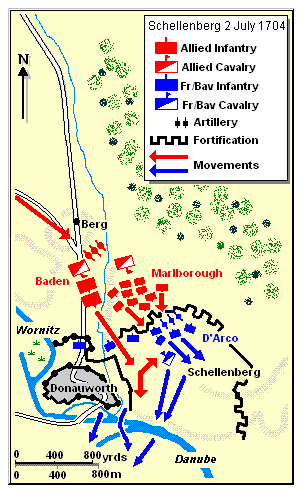
1704년 7월 2일의 셸런베르크의 강습. 말버러 공작의 군대는 2번이나 프랑스-바이에른 군대를 공격했으나 강력한 방어에 부딪혀 격퇴되었을 때, 우익에 있던 바덴의 군대가 좌측의 방어선의 약한 틈새를 노려 공격한다.

황제 군이 셸렌베르크에 돌입한것을 알게 된 말버러 공작은 세 번째 강습을 개시했다. 이때 공격자들은 방어자들이 화력을 산개하고 이로 인해 머스킷과 수류탄의 치명적인 효과를 경감시키기 위해 전방에 늘어섰다. 그러나 라 콜로니를 포함한 방어자들은(황제 군이 그들의 좌익에 위치한 방어부대를 격파하고 다르코가 도나우뵈르트로 퇴각한 사실을 모르고 있었다.), 여전히 적을 격퇴하는 그들의 능력을 신뢰하고 있었다. - "우리는 우리의 요새에 남아있었고, 우리의 화력은 충분했으며 우리의 적들을 충분히 파악하고 있었다."
바덴의 돌파 후 얼마 지나지 않아서 언덕에서 전투를 벌이던 프랑스, 바이에른군은 회색과 하얀색의 줄무늬 군복을 입은 보병들이 마을 방향으로부터 진군하는 것에 주의를 기울였다. 라 콜로니를 포함한 많은 프랑스와 바이에른의 장교들은 처음에는 도나우뵈르트에서 두 보르데(DuBordet)휘하의 지원군이 진군한다고 생각했다. 그러나 이 부대는 얼마 지나지 않아 사실은 바덴의 황제 군이라는 것이 명확해졌다. 데 라 콜로니는 그 순간을 다음과 같이 묘사한다. - "그들(바덴의 황제군)은 우리가 그들이 우리를 공격할 적이라는 생각도 못한 상태에서 오후 7시 30분경에 사격을 하면서 우리의 옆구리에 도착했다. 그래서 우리가 방어를 맡고 있던 중요한 지역이 점령당했다." 바덴의 병사들은 동맹군의 오른쪽에 위치한 고지대의 정상부분에 주둔했고 셸렌베르크에 있던 놀란 수비자들을 상대로 발포하여 그들에 대한 갑작스런 공격에 놀란 프랑스, 바이에른 연합군의 배치를 격멸시켰다. 결과적으로 동맹의 좌익에 있던 말버러 공작의 강습부대는 충분히 휴식을 취해 하마한 상태의 영국 용기병의 지원을 받아 이제는 약화된 흉벽의 방어부대를 격멸하고 방어 군을 언덕의 최정상부로 몰아넣을 수 있었다. 적들은 이제 혼란 상태였다.
셸렌베르크의 잔여병력들은 동맹군의 강습에 두 시간 동안 저항하였으나 이제 바덴과 말버러 공작 양측의 압박에 그들의 튼튼한 방어도 무너지기 시작했다. 패닉상태가 프랑스, 바이에른 연합군에 퍼져나가기 시작했고 말버러의 아직 출진하지 않은 35개 기병대대와 용기병이 이제 달아나는 병사들을 공격하기 시작해 무자비하게 병사들을 도륙했다. 이제 퇴로는 어디에도 남아있지 않았다.(다뉴브강에 놓인 평저선으로 만든 다리는 자신의 무게를 이기지 못하고 붕괴되었다.) 그리고 수영을 못하는 다르코의 병사들 대다수는 물살이 빠른 강을 건너려고 노력하다가 익사했다.

## 영향
더 보기: ‘서막’, 블레넘 전투
데 라 콜로니는 도망친 극소수의 사람 중 한 사람이었고, 바이에른 선제후는 그의 최정예 군대를 잃게 되었다. 이 괴멸은 남은 그들의 전역을 수행하는 데, 동맹군에 대한 프랑스, 바이에른 연합군의 효과적인 저항을 불가능하게 만들었다. 셸렌베르크를 지키던 병력 중 아주 소수의 사람들만이 선제후와 마르생의 부대에 합류했다. 그러나 다르코와 그의 부사령관 데 마페이 후작(de Maffei)을 포함한 이들 부대는 후에 블레넘 전투에서 루징겐(Lutzingen)을 수비한다.
22,000명의 동맹군이 교전에 참여해 5,000명이 부상하였고, 말버러 공작이 뇌르틀링겐에 설치한 병원은 포화상태가 되었다. 동맹군 부상자들 중에는 6명의 육군중장과, 4명의 육군소장, 폰 스티럼을 포함한 28명의 준장 및 대령과 중령이 포함되어 있었는데, 이렇게 준 지휘관급들의 엄청난 부상 규모는 그들이 병사들을 이끌고 강습을 지휘하였음을 의미한다. 스페인 왕위 계승 전쟁의 다른 어떤 전투도 이정도로 준 지휘관들이 피해를 입지는 않았다.
승리는 많은 전리품을 남겼다. 동맹군은 셸렌베르크에 있던 많은 포들을 노획했을 뿐만 아니라 많은 군복들(산산히 흩어진 데 라 콜리니의 척탄병 연대의 훔친 군복은 별도로 하고), 탄약, 식량과 같은 수많은 물자들을 획득했다. 그러나 많은 사상자수는 헤이그의 네덜란드를 포함한 대동맹 국가들을 놀라게 하였다. 비록 네덜란드는 바덴의 변경백 루트비히의 승리를 기념한 모습을 새기고, 다른 쪽에는 라틴어 비문을 넣은 메달을 만들었지만, 말버러 공작에 대해서 간단히 언급만 하고, 아무런 관심을 보이지 않았다. 그러나 황제는 개인적으로 말버러 공작에게 편지를 쓰길 "그대가 도나우뵈르트의 적들의 둔영을 격파한 것 이상으로 영광스럽고 명예스러운 일은 없을 것이오."라고 하였다.

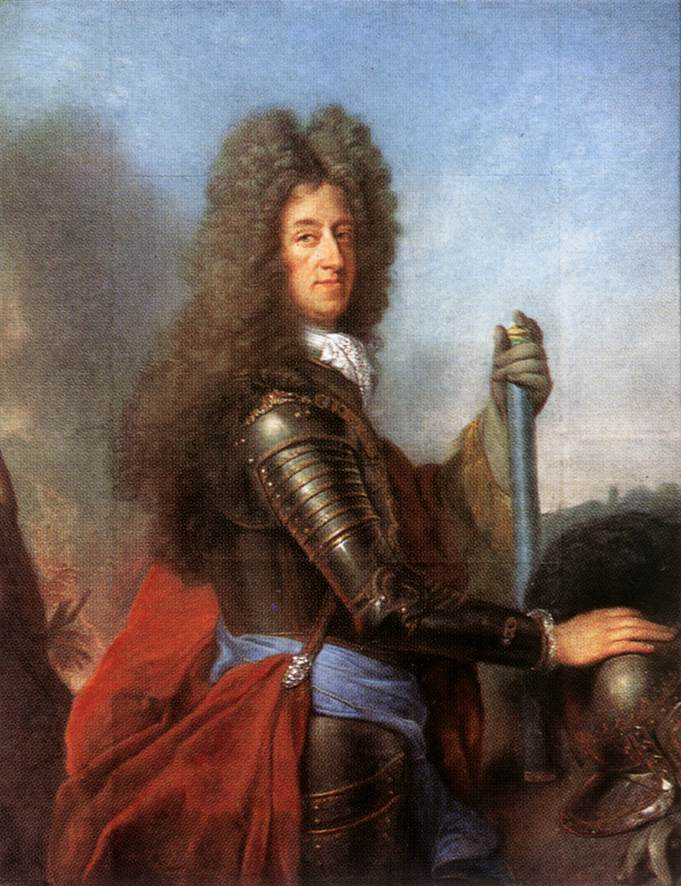
바이에른 선제후 막시밀리안 2세 에마누엘 (1662–1726) 조세프 비비앙 작(作).

두보르데는 밤중에 도나우뵈르트의 도시를 포기했고, 지원병과 함께 전장에 도착했다가 오직 전투와 그의 정예병들의 참패만을 본 선제후는 노이부르크(Neuburg)와 렌겐스부르크(Ratisbon;라티스본)의 수비병들을 집결시키고, 아우크스부르크(Augsburg) 근처에 있는 레흐 강(Lech)의 후방으로 물러났다. 선제후와 그의 협조자인 마르생 원수의 위치는 현재 덜 안전해 보였고, 슈바르츠발트(검은 숲)을 돌파해 오고 있는 탈라르 원수의 지원군의 현재 위치와 지나치게 떨어져 있는 듯 보였다.
도나우뵈르트를 점령하기 이전의 말버러의 선택은 제한되어 있었는데, 왜냐하면 그는 거대한 공성용 포가 없었기 때문이다. 그리고 아우크스부르크나 뮌헨(Munich) 어느쪽도 차지할 수 없었고, 그래서 말버러 공작은 탈라르가 도착하기 이전에 선제후를 유혹하기로 결심했다. 그러나 셸렌베르크 이후에 동맹의 어느 장군도 뒤따라 7월 16일 결과적으로 함락된 라인강(Rain)에서 시간을 질질 끌며 공성전을 하려 움직이지 않았다.
7월에 걸쳐 말버러 공작은 군대를 바이에른의 심장부로 보내 수비대를 격파하고, 건물을 부수고 약탈하는 파괴공작을 벌여 선제후를 전투로 끌어내거나 그를 황제 레오폴트 1세의 동맹자로 바꾸게 하려고 노력했다. 이런 농민들의 재산을 상실하게 만드는 바이에른에 대한 약탈 작전은 선제후의 아내 테레사 쿠네군다 소비에스카(Theresa Kunegunda Sobieska)가 선제후로 하여금 프랑스와의 동맹을 파기하도록 하고, 다시 황제와 동맹을 맺을 것을 간청하게 했다. 레오폴트 1세는 선제후가 황제와 동맹을 맺기를 원했고, 그럴 경우 황제는 그의 영토를 복구하고 재건하기 위한 모든 자금을 대줄 것을 제안했다. 비록 선제후는 동맹자 루이 14세에 대한 충성심이 흔들리고 있었지만, 레오폴트와 대동맹에 대한 저항을 계속하기 위한 그의 결심은 탈라르의 35,000명에 달하는 지원군이 바이에른에 곧 도착하게 되자 굳어지게 되었다. 그러나 말버러 공작과 바덴 변경백 루트비히의 병력을 강화하기 위한 지원군이 움직이고 있었다. 사보이의 외젠 공작이 탈라르 모르게 18,000명의 병력을 이끌고 남쪽을 향하고 있었다.
8월 5일 세 명의 동맹군 장군- 말버러 공작, 바덴 변경백, 외젠 공작-은 다음 움직임을 결정하기 위해 만났다. 바덴의 계획은 다뉴브 강가에 있는 잉골슈타트(Ingolstadt)를 15,000명의 병력으로 공격하는 것이었고 비록 수적 열세이기는 했지만, 열정적으로 설득해 말버러와 외젠을 동의하게 하였다. 총병력이 52,000명에 달하는 동맹군은 셸렌베르크에서 황제군을 지휘할 장군이 없는 상태에서 56,000명에 달하는 프랑스, 바이에른 군대와 다뉴브 강가에 있는 블린트하임(Blindheim)의 작은 마을에서 만나게 되었다. 교전은 1704년 8월 13일 개시되었는데, 유럽에는 제2차 회흐슈테트 전투(the Battle of Höchstädt), 영국에서는 블레넘 전투(the Battle of Blenheim)로 알려져 있다.

## 문화적 참조
- Joseph Addison's poem The Campaign[깨진 링크(과거 내용 찾기)]

## 참조문헌

#### 첫 번째
- La Colonie, Jean Martin de. The Chronicles of an Old Campaigner, (trans. W. C. Horsley), (1904)

#### 두 번째
- Chandler, David G. Marlborough as Military Commander. Spellmount Ltd, 2003. ISBN 1-86227-195-X
- Churchill, Winston. Marlborough: His Life and Times, Bk. 1, vol. ii. University of Chicago Press, (2002). ISBN 0-226-10633-0
- Falkner, James. Blenheim 1704: Marlborough's Greatest Victory. Pen & Sword Books Ltd, 2004. ISBN 1-84415-050-X
- Spencer, Charles. Blenheim: Battle for Europe. Phoenix, 2005. ISBN 0-304-36704-4
- Tincey, John. Blenheim 1704:The Duke of Marlborough's Masterpiece. Osprey Publishing Ltd, 2004. ISBN 1-84176-771-9